# Aladura-Kirchen
Die Aladura-Kirchen (von Yoruba: Aladura = „Besitzer des Gebets“) sind eine hauptsächlich in Westafrika, vor allem in West-Nigeria verbreitete Strömung im Christentum, die besonderen Wert auf die Möglichkeit von Geistheilungen legt.

## Ursprung und Verkündigung
Die Bewegung entstand, nachdem die verheerende Grippepandemie (Spanische Grippe) von 1918 auch in Nigeria zahllose Todesopfer gefordert hatte. Diese bislang hier völlig unbekannte Seuche verstörte die Afrikaner zutiefst und ließ sie, ihren traditionellen religiösen Anschauungen gemäß, nach einer Rettung durch übernatürliche spirituelle Wesen Ausschau halten. Große Teile der Bevölkerung waren zu diesem Zeitpunkt christianisiert, und die Missionskirchen verhielten sich spirituellen Heilungspraktiken gegenüber zurückhaltend, da sie darin vor allem einen Rückfall in heidnische Traditionen sahen. Tatsächlich entsprang dieses Streben den religiösen Praktiken und Bedürfnissen der vorchristlichen Tradition.
In dieser Situation erhoben sich einzelne charismatische Laienprediger und bildeten unter Berufung auf die neutestamentlich überlieferten Heilungsgeschichten eine rasch wachsende und schnell kirchliche Formen annehmende Bewegung außerhalb der westlichen Missionskirchen.
Zu besonderer Bekanntheit gelangte die 1925 von der siebzehnjährigen Abiodun Akinsowan gegründete Cherubim-and-Seraphim-Kirche, die heute mit einigen Millionen Mitgliedern zu den größten Aladura-Kirchen zählt. Diese Kirchen etablierten sich vor allem im Kulturraum der Yoruba, dehnten sich aber trotz der vielfach den kulturellen Vorstellungen und Traditionen dieser Volksgruppe verhafteten Verkündigung und Praktiken auch darüber hinaus aus.
Seitens der traditionellen Kirchen warf man den Aladura-Kirchen wiederholt einen christlich maskierten Rückfall in das Heidentum vor bzw. siedelte man sie im Bereich synkretistischer Kulte an. Wohl suchen Aladura-Kirchen ihre Praxis biblisch zu begründen und distanzieren sich entschieden von vorchristlichen Vorstellungen. Gleichwohl liegt offenbar eine christliche Transformation des vorchristlichen Weltbildes und seiner Kultpraktiken vor. Die spontanen Gebetsheilungen, zwar biblisch bezeugt, lassen der Form nach, in denen sie sich vollziehen, vorchristliche Ursprünge erahnen. So überkommt eine „Geistergriffenheit“ die Menschen in der traditionell bekannten Weise, doch sie wird jetzt als Wirken des Heiligen Geistes interpretiert.
Verkündigung und Ziele der Aladura-Kirchen unterscheiden sich im Kern nicht von denen der etablierten großen Kirchen; diese haben ihrerseits in ihren Anfängen viele heidnische Praktiken aufgenommen und in ihrem Kanon uminterpretiert.
Wegen der Betonung der christlichen Charismen, wie Prophetie und Zungenreden, werden die Aladura-Kirchen oft der charismatischen Bewegung zugeordnet, die als solche allerdings erst in den 1960er Jahren entstand.

## Bedeutende Aladura-Kirchen
- Christ Apostolic Church
- Cherubim and Seraphim Society
- Himmlische Kirche Christi
- The Church of the Lord (Aladura)